# Павловка (Оренбурзький район)
Па́вловка (рос. Павловка) — село у складі Оренбурзького району Оренбурзької області, Росія.

## Населення
Населення — 1639 осіб (2010; 837 у 2002).
Національний склад (станом на 2002 рік):
- росіяни — 77 %